# Fédération péruvienne de basket-ball
La Fédération péruvienne de basket-ball, ou FDPB (Federación Deportiva Peruana de Basketball) est une association, fondée en 1936, chargée d'organiser, de diriger et de développer le basket-ball au Pérou.
La FDPB représente le basket-ball auprès des pouvoirs publics ainsi qu'auprès des organismes sportifs nationaux et internationaux et, à ce titre, le Pérou dans les compétitions internationales. Elle défend également les intérêts moraux et matériels du basket-ball péruvien. Elle est affiliée à la FIBA depuis 1936, ainsi qu'à la FIBA Amériques.
La FDPB organise également le championnat national.

## Présidents successifs
- Eduardo Airaldi Rivarola